# Хикмен, Трейси
Тре́йси Хи́кмен (англ. Tracy Hickman, р. 26 ноября 1955, Солт-Лейк-Сити) — американский писатель-фантаст, геймдизайнер. Вместе с Маргарет Уэйс — создатель вселенной Dragonlance.

## Биография
Трейси Хикмэн родился в 1955 году в Солт-Лейк-Сити. В 1975—1977 годах работал миссионером Мормонской церкви в Индонезии. После возвращения в Штаты работал грузчиком в универмаге, киномехаником, театральным менеджером, стекольщиком, ассистентом режиссёра на телевидении. В 1981 году предложил фирме TSR два разработанных им игровых модуля и немедленно получил предложение поступить в TSR на постоянную работу.
В соавторстве с Маргарет Уэйс написал более 30 романов, объединенных в циклы «DragonLance», «Darksword», «Rose of the Prophet» и «Deathgate». Первые сольные романы «Requiem of Stars» и «The Immortals» выпустил в 1996 году.
Женат на Лауре Хикмен, четверо детей: Энджел, Кертис, Таша и Джарод.